# Großer Preis von Deutschland 1937

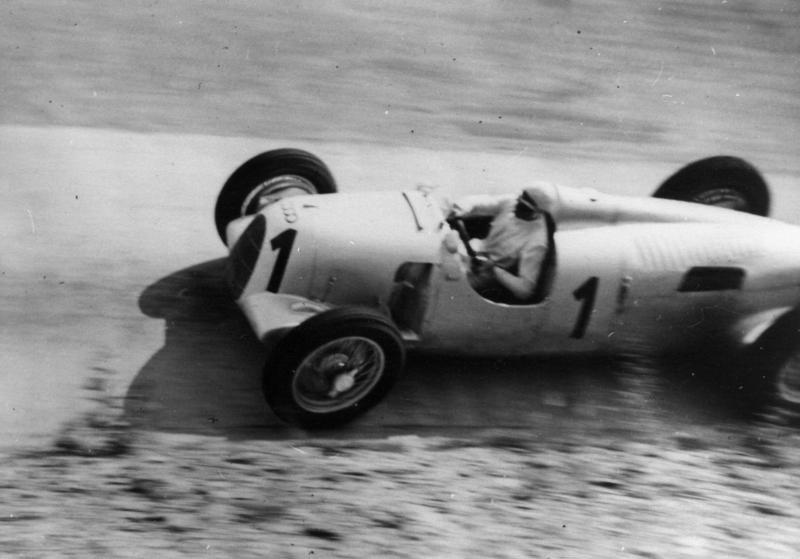
Bernd Rosemeyer im Auto Union C im Karusell des Nürburgrings beim Eifelrennen 1937

Der X. Große Preis von Deutschland fand am 25. Juli 1937 auf der Nordschleife des Nürburgrings statt. Als Grande Épreuve zählte er zur Grand-Prix-Europameisterschaft 1937 und wurde nach den Bestimmungen der Internationalen Grand-Prix-Formel (Rennwagen bis maximal 750 kg ohne Treibstoff, Öl, Kühlwasser und Reifen; 85 cm Mindestbreite; Renndistanz mindestens 500 km) über 22 Runden à 22,810 km ausgetragen, was einer Gesamtdistanz von 501,82 km entsprach.
Sieger wurde Rudolf Caracciola auf einem Mercedes-Benz W 125.

## Rennen
Nachdem mittlerweile alle Top-Fahrer von ihrer Teilnahme beim Rennen um den Vanderbilt Cup 1937 in New York nach Europa zurückgekehrt waren, versammelte sich beim Großen Preis von Deutschland zum ersten Mal in diesem Jahr die gesamte Grand-Prix-Elite zu einer Grande Épreuve. Vor allem die Mannschaft von Mercedes-Benz hatte nach dem letztjährigen Debakel einiges wiedergutzumachen und reiste mit insgesamt acht Fahrern und entsprechendem Fuhrpark an den Nürburgring, um einen Sieg beim Heimrennen zu erzwingen. Für das Rennen selbst kamen allerdings nur fünf der mächtigen neuen Grand-Prix-Rennwagen Mercedes-Benz W 125 mit der Stammbesetzung, bestehend aus Rudolf Caracciola, Manfred von Brauchitsch und Hermann Lang, sowie den beiden „Junioren“ Richard Seaman und Christian Kautz zum Einsatz, während Walter Bäumer, Heinz Brendel und Hans Hugo Hartmann nur als Ersatzfahrer mitgenommen worden waren.
Hauptkonkurrent Auto Union war ebenfalls mit fünf Wagen seines aktuellen Grand-Prix-Modells Typ C erschienen, die vom amtierenden Europameister Bernd Rosemeyer, Hans Stuck, Rudolf Hasse sowie den Nachwuchspiloten Ernst von Delius und H. P. Müller gefahren wurden. Luigi Fagioli war dagegen nur als Reservefahrer mit von der Partie, weil er unter zu starkem Rheumatismus litt.
Beinahe schon bescheiden wirkte dagegen der Auftritt der Scuderia Ferrari, die im Auftrag von Alfa Romeo drei ihrer letztjährigen Grand-Prix-Modelle Alfa Romeo 12C-36 für Tazio Nuvolari, Giuseppe Farina und Attilio Marinoni einsetzte. Die Rennwagen waren jedoch kaum noch konkurrenzfähig und das Team hatte in den vorangegangenen Rennen kaum eine Rolle gespielt.
Anders als bei den meisten anderen Grand-Prix-Rennen waren zum Großen Preis von Deutschland weiterhin auch Privatfahrer zugelassen, die mit ihren durchweg älteren Alfa Romeo und Maserati zwar kaum Erfolgsaussichten hatten, auf der über 20 km langen Nordschleife aber zumindest für etwas zusätzliche Unterhaltung der angeblich 300.000 Zuschauer sorgen konnten, wenn die Grand-Prix-Spitze nur etwa alle zehn Minuten vorbeikam.
Erstmals wurde die Startaufstellung nach den Trainingszeiten ermittelt. Schnellster mit 9:46,2 Minuten war Vorjahressieger Bernd Rosemeyer auf Auto Union, der damit die beste Startposition erzielte. Daneben bzw. dahinter reihten sich mit Lang, von Brauchitsch und Caracciola alle drei Spitzenpiloten von Mercedes auf. Der mit 9:52,2 Minuten erreichte zweite Startplatz des noch relativ unerfahrenen Hermann Lang wurde von seinen beiden etablierten Teamkollegen mit Unmut betrachtet, weil sie in ihm wegen seiner Herkunft als „einfacher“ Mechaniker einen „Emporkömmling“ sahen und vermuteten, er sei vom Team mit besserem Material bevorzugt worden.
Dazu kam, dass Lang von Mercedes-Rennleiter Alfred Neubauer aufgrund seiner besonnenen Fahrweise instruiert wurde, den Reifenverschleiß besonders zu beachten und mit nur einem Boxenstopp durchzufahren, während der Rest der Mannschaft mit einer Zwei-Stopp-Strategie ins Rennen geschickt wurde. Dennoch war es Lang, der den besten Start erwischte und sich mit Rosemeyer die erste Runde hindurch um die Führung stritt, bevor er in der dritten Runde Caracciola vorbeiziehen lassen musste, der sich nun seinerseits auf die Verfolgung des führenden Auto Union machte. Im vierten Umlauf traf Rosemeyer dann mit dem Hinterrad die Streckenbegrenzung und musste mit zerfetzten Reifen an die Box, so dass nun mit Caracciola vor Lang und von Brauchitsch gleich drei Mercedes vorne waren. In der fünften Runde wurde daraus sogar eine Vierfachführung, weil auch Seaman am Auto Union von von Delius vorbeigegangen war.
Für die Auto Union entwickelte sich das Rennen dagegen zum völligen Desaster. Stuck musste am Ende des Felds mit Motorproblemen aufgeben und Müller hatte beim Versuch, seinem Stallgefährten von Delius auszuweichen, die Strecke verlassen und dabei das Auto zerstört. Zur absoluten Katastrophe kam es in Runde sechs, als von Delius beim Versuch, seinen vierten Platz von Seaman zurückzuerobern, bei hohem Tempo mit dem Mercedes kollidierte. Bei dem Unfall trugen beide Fahrer Verletzungen davon und von Delius musste mit einem gebrochenen Bein ins Krankenhaus gebracht werden. Dort stellten sich Komplikationen ein, so dass er am nächsten Tag an den Folgen starb.
In der Zwischenzeit hatte Lang – ganz im Sinn seiner taktischen Vorgabe – seinen Platz an von Brauchitsch abgegeben, doch bereits nach der siebten Runde konnte er die Führung wieder übernehmen, weil die beiden Teamkollegen vor ihm ihre ersten Stopps zum Reifenwechsel einlegen mussten. Dennoch ging seine Strategie nicht auf, denn in der neunten Runde musste er mit einem Plattfuß in langsamer Fahrt um den Kurs und beim anschließenden Reifenstopp verlor er noch mehr Zeit, weil es Probleme gab, den Motor wieder in Gang zu setzen.
In der Zwischenzeit hatte sich Rosemeyer nach seinem unplanmäßigen Boxenaufenthalt zu Beginn des Rennens durch das Feld wieder nach vorne gearbeitet und lag, nachdem er Nuvolari auf dem Alfa Romeo überholt hatte, nun auf dem dritten Platz. Als Caracciola und von Brauchitsch in der 14. bzw. 15. Runde ihre jeweils zweiten Reifenstopps einlegen mussten, hatte sich Rosemeyers Rückstand sogar so weit verkürzt, dass er noch einmal Hoffnung schöpfen konnte. Doch trotz grandioser Fahrweise kam er am Ende nur noch auf 15 Sekunden an von Brauchitsch heran, so dass Mercedes mit Caracciola und von Brauchitsch einen Doppelerfolg feiern konnte. Gleichzeitig war dies der erste Sieg des Teams bei seinem Heimrennen seit Daimler-Benz 1934 in den Grand-Prix-Sport zurückgekehrt war.

## Ergebnisse

### Meldeliste
| Team                          | Nr.   | Fahrer                  | Fahrer | Chassis              | Motor                                    | Reifen |
| ----------------------------- | ----- | ----------------------- | ------ | -------------------- | ---------------------------------------- | ------ |
| Auto Union AG                 | 02    | Ernst von Delius        |        | Auto Union C         | Auto Union 6.0L V16 Kompressor           | C      |
| Auto Union AG                 | 04    | Bernd Rosemeyer         |        | Auto Union C         | Auto Union 6.0L V16 Kompressor           | C      |
| Auto Union AG                 | 06    | Hermann Paul Müller     |        | Auto Union C         | Auto Union 6.0L V16 Kompressor           | C      |
| Auto Union AG                 | 08    | Rudolf Hasse            |        | Auto Union C         | Auto Union 6.0L V16 Kompressor           | C      |
| Auto Union AG                 | 10    | Hans Stuck              |        | Auto Union C         | Auto Union 6.0L V16 Kompressor           | C      |
| Auto Union AG                 |       | Luigi Fagioli           | RES    | Auto Union C         | Auto Union 6.0L V16 Kompressor           | C      |
| Daimler-Benz AG               | 12    | Rudolf Caracciola       |        | Mercedes-Benz W 125  | Mercedes-Benz M 125 F 5.7L I8 Kompressor | C      |
| Daimler-Benz AG               | 14    | Manfred von Brauchitsch |        | Mercedes-Benz W 125  | Mercedes-Benz M 125 F 5.7L I8 Kompressor | C      |
| Daimler-Benz AG               | 16    | Hermann Lang            |        | Mercedes-Benz W 125  | Mercedes-Benz M 125 F 5.7L I8 Kompressor | C      |
| Daimler-Benz AG               | 17? a | Walter Bäumer           | RES    | Mercedes-Benz W 125  | Mercedes-Benz M 125 F 5.7L I8 Kompressor | C      |
| Daimler-Benz AG               | 17?   | Heinz Brendel           | RES    | Mercedes-Benz W 125  | Mercedes-Benz M 125 F 5.7L I8 Kompressor | C      |
| Daimler-Benz AG               | 18    | Richard Seaman          |        | Mercedes-Benz W 125  | Mercedes-Benz M 125 F 5.7L I8 Kompressor | C      |
| Daimler-Benz AG               | 20    | Christian Kautz         |        | Mercedes-Benz W 125  | Mercedes-Benz M 125 F 5.7L I8 Kompressor | C      |
| Daimler-Benz AG               | 20    | Hans-Hugo Hartmann      | RES    | Mercedes-Benz W 125  | Mercedes-Benz M 125 F 5.7L I8 Kompressor | C      |
| Scuderia Ferrari              | 22    | Tazio Nuvolari          |        | Alfa Romeo 12C-36    | Alfa Romeo 4.1L V12 Kompressor           | E      |
| Scuderia Ferrari              | 24    | Giuseppe Farina         |        | Alfa Romeo 12C-36    | Alfa Romeo 4.1L V12 Kompressor           | E      |
| Scuderia Ferrari              | 26    | Attilio Marinoni b      |        | Alfa Romeo 12C-36    | Alfa Romeo 4.1L V12 Kompressor           | E      |
| Scuderia Ferrari              | 26    | Carlo Felice Trossi     | DNA c  | Alfa Romeo 12C-36    | Alfa Romeo 4.1L V12 Kompressor           | E      |
| Scuderia Ferrari              | 54    | Attilio Marinoni        | DNS b  | Alfa Romeo 12C-36 d  | Alfa Romeo 4.1L V12 Kompressor d         | E      |
| Scuderia Ferrari              | 54    | Joel Thorne             | DNS e  | Alfa Romeo 12C-36 d  | Alfa Romeo 4.1L V12 Kompressor d         | E      |
| Graf Salvi del Pero           | 28    | Vittorio Belmondo       |        | Alfa Romeo 8C-35     | Alfa Romeo 3.8L I8 Kompressor            |        |
| Giovanni Minozzi              | 30    | Giovanni Minozzi        |        | Maserati 8CM         | Maserati 3.0L I8 Kompressor              |        |
| Scuderia Maremmana            | 32    | Renato Balestrero       |        | Alfa Romeo Tipo B/P3 | Alfa Romeo 2.9L I8 Kompressor            | P      |
| Scuderia Maremmana            | 38    | Franco Cortese          |        | Maserati 6CM         | Maserati 1.5L I6                         | P      |
| Scuderia Maremmana            | 52    | Francesco Severi        |        | Maserati 6C-34       | Maserati 3.7L I6 Kompressor              | P      |
| Luigi Soffietti               | 34    | Luigi Soffietti         |        | Maserati 6C-34       | Maserati 3.7L I6 Kompressor              |        |
| Scuderia Sabauda              | 36    | Edoardo Teagno          |        | Maserati 8CM         | Maserati 3.0L I8 Kompressor              |        |
| Paul Pietsch                  | 40    | Paul Pietsch            |        | Maserati 6C-34       | Maserati 3.7L I6 Kompressor              |        |
| Kenneth Evans                 | 42    | Kenneth Evans           |        | Alfa Romeo Tipo B/P3 | Alfa Romeo 2.9L I8 Kompressor            | D      |
| Hans Ruesch                   | 44    | Hans Ruesch             |        | Alfa Romeo 8C-35     | Alfa Romeo 3.8L I8 Kompressor            |        |
| Graf Ernő Festetics von Tolna | 46    | Ernő Festetics          |        | Maserati 8CM         | Maserati 3.0L I8 Kompressor              |        |
| Graf Ernő Festetics von Tolna | 46    | Nicola Festetics        | DNS f  | Maserati 8CM         | Maserati 3.0L I8 Kompressor              |        |
| László Hartmann               | 48    | László Hartmann         |        | Maserati 8CM         | Maserati 3.0L I8 Kompressor              |        |
| Raymond Sommer                | 50    | Raymond Sommer          |        | Alfa Romeo 8C-35     | Alfa Romeo 3.8L I8 Kompressor            | M      |

### Qualifying
| Pos. | Fahrer                  | Konstrukteur  | Qualifikationstraining | Qualifikationstraining | Start |
| Pos. | Fahrer                  | Konstrukteur  | Zeit                   | Ø-Geschwindigkeit      | Start |
| ---- | ----------------------- | ------------- | ---------------------- | ---------------------- | ----- |
| 01   | Bernd Rosemeyer         | Auto Union    | 9:46,2 min             | 140,080 km/h           | 01    |
| 02   | Hermann Lang            | Mercedes-Benz | 9:52,2 min             | 138,660 km/h           | 02    |
| 03   | Manfred von Brauchitsch | Mercedes-Benz | 9:55,1 min             | 137,990 km/h           | 03    |
| 04   | Rudolf Caracciola       | Mercedes-Benz | 10:04,0 min            | 135,950 km/h           | 04    |
| 05   | Tazio Nuvolari          | Alfa Romeo    | 10:08,4 min            | 134,970 km/h           | 05    |
| 06   | Rudolf Hasse            | Auto Union    | 10:10,4 min            | 134,530 km/h           | 06    |
| 07   | Hermann Paul Müller     | Auto Union    | 10:12,0 min            | 134,180 km/h           | 07    |
| 08   | Richard Seaman          | Mercedes-Benz | 10:12,3 min            | 134,110 km/h           | 08    |
| 09   | Ernst von Delius        | Auto Union    | 10:15,1 min            | 133,500 km/h           | 09    |
| 10   | Christian Kautz         | Mercedes-Benz | 10:15,3 min            | 133,460 km/h           | 10    |
| 11   | Giuseppe Farina         | Alfa Romeo    | 10:27,2 min            | 130,920 km/h           | 11    |
| 12   | Hans Stuck              | Auto Union    | 10:35,3 min            | 129,260 km/h           | 12    |
| 13   | Hans Ruesch             | Alfa Romeo    | 10:47,2 min            | 126,880 km/h           | 13    |
| 14   | Paul Pietsch            | Maserati      | 11:23,1 min            | 120,210 km/h           | 14    |
| 15   | Vittorio Belmondo       | Alfa Romeo    | 11:28,3 min            | 119,300 km/h           | 15    |
| 16   | Raymond Sommer          | Alfa Romeo    | 11:30,1 min            | 118,990 km/h           | 16    |
| 17   | Francesco Severi        | Maserati      | 11:47,3 min            | 116,100 km/h           | 17    |
| 18   | Attilio Marinoni        | Alfa Romeo    | 12:01,0 min            | 113,890 km/h           | 18    |
| 19   | Kenneth Evans           | Alfa Romeo    | 12:06,0 min            | 113,110 km/h           | 19    |
| 20   | Renato Balestrero       | Alfa Romeo    | 12:43,0 min            | 107,620 km/h           | 20    |
| 21   | Ernő Festetics          | Maserati      | 12:50,1 min            | 106,630 km/h           | 21    |
| 22   | Luigi Soffietti         | Maserati      | 13:29,4 min            | 101,450 km/h           | 22    |
| 23   | László Hartmann         | Maserati      | 13:53,0 min            | 98,580 km/h            | 23    |
| 24   | Franco Cortese          | Maserati      | 14:04,3 min            | 97,260 km/h            | 24    |
| 25   | Giovanni Minozzi        | Maserati      | 14:47,2 min            | 92,560 km/h            | 25    |
| 26   | Edoardo Teagno          | Maserati      | 14:57,0 min            | 91,550 km/h            | 26    |

### Rennergebnis
| Pos. | Fahrer                  | Konstrukteur  | Runden | Stopps | Zeit         | Start | Schnellste Runde | Ausfallgrund                              | EM-Punkte |
| ---- | ----------------------- | ------------- | ------ | ------ | ------------ | ----- | ---------------- | ----------------------------------------- | --------- |
| 01   | Rudolf Caracciola       | Mercedes-Benz | 22     | 2      | 3:46:00,1 h  | 4     |                  |                                           | 1         |
| 02   | Manfred von Brauchitsch | Mercedes-Benz | 22     | 2      | + 46,2 s     | 3     |                  |                                           | 2         |
| 03   | Bernd Rosemeyer         | Auto Union    | 34     | 2      | + 1:03,3 min | 1     | 9:53,4 min       |                                           | 3         |
| 04   | Tazio Nuvolari          | Alfa Romeo    | 22     | 2      | + 4:03,9 min | 5     |                  |                                           | 4         |
| 05   | Rudolf Hasse            | Auto Union    | 22     | 2      | + 5:25,0 min | 6     |                  |                                           | 4         |
| 06   | Christian Kautz         | Mercedes-Benz | 22     | 2      | + 6:10,2 min | 10    |                  |                                           | 4         |
| 07   | Hermann Lang            | Mercedes-Benz | 21     | 2      | + 1 Runde    | 2     |                  |                                           | 4         |
| 08   | Hans Ruesch             | Alfa Romeo    | 21     |        | + 1 Runde    | 13    |                  |                                           | 4         |
| —    | Luigi Soffietti         | Maserati      | 19     |        | DNF          | 22    |                  | Motorschaden                              | 4         |
| 09   | Kenneth Evans           | Alfa Romeo    | 19     |        | + 3 Runden   | 19    |                  |                                           | 4         |
| —    | László Hartmann         | Maserati      | 18     |        | DNF          | 23    |                  | Aufgabe                                   | 4         |
| —    | Giuseppe Farina         | Alfa Romeo    | 18     |        | DNF          | 11    |                  | Zündungsschaden                           | 4         |
| 10   | Ernő Festetics          | Maserati      | 18     |        | + 4 Runden   | 21    |                  |                                           | 4         |
| 11   | Attilio Marinoni        | Alfa Romeo    | 18     |        | + 4 Runden   | 18    |                  |                                           | 4         |
| 12   | Vittorio Belmondo       | Alfa Romeo    | 18     |        | + 4 Runden   | 15    |                  |                                           | 4         |
| —    | Franco Cortese          | Maserati      | 7      |        | DNF          | 24    |                  | Chassis gebrochen                         | 6         |
| —    | Ernst von Delius        | Auto Union    | 6      |        | DNF          | 9     |                  | Tödlich verunglückt; Kollision mit Seaman | 6         |
| —    | Richard Seaman          | Mercedes-Benz | 6      |        | DNF          | 8     |                  | Kollision mit von Delius                  | 6         |
| —    | Hans Stuck              | Auto Union    | 6      |        | DNF          | 12    |                  | Motorschaden                              | 6         |
| —    | Paul Pietsch            | Maserati      | 6      |        | DNF          | 14    |                  | Leck im Treibstofftank                    | 7         |
| —    | Giovanni Minozzi        | Maserati      | 4      |        | DNF          | 25    |                  | Unfall                                    | 7         |
| —    | Francesco Severi        | Maserati      | 4      |        | DNF          | 17    |                  | Unfall                                    | 7         |
| —    | Renato Balestrero       | Alfa Romeo    | 3      |        | DNF          | 20    |                  | defekte Benzinpumpe                       | 7         |
| —    | Edoardo Teagno          | Maserati      | 2      |        | DNF          | 26    |                  | Achsbruch                                 | 7         |
| —    | Raymond Sommer          | Alfa Romeo    | 2      |        | DNF          | 16    |                  | Achsbruch                                 | 7         |
| —    | Hermann Paul Müller     | Auto Union    | 2      |        | DNF          | 7     |                  | Unfall                                    | 7         |

| Legende | Legende                                             | Legende   | Legende |
| Farbe   | Bedeutung                                           | EM-Punkte |         |
| ------- | --------------------------------------------------- | --------- | ------- |
| Gold    | Sieg                                                | 1         |         |
| Silber  | 2. Platz                                            | 2         |         |
| Bronze  | 3. Platz                                            | 3         |         |
| neutral | mehr als 75 % der Renndistanz zurückgelegt          | 4         |         |
| neutral | zwischen 50 % und 75 % der Renndistanz zurückgelegt | 5         |         |
| neutral | zwischen 25 % und 50 % der Renndistanz zurückgelegt | 6         |         |
| neutral | weniger als 25 % der Renndistanz zurückgelegt       | 7         |         |
| neutral | DNF – Rennen nicht beendet (did not finish)         | 8         |         |
| neutral | nicht angetreten oder nicht gestartet               | 8         |         |
| Schwarz | DSQ – disqualifiziert (disqualified)                | 8         |         |